# Sergiolus unimaculatus
Sergiolus unimaculatus är en spindelart som beskrevs av James Henry Emerton 1915. Sergiolus unimaculatus ingår i släktet Sergiolus och familjen plattbuksspindlar. Inga underarter finns listade i Catalogue of Life.